# Emma Müller
Pour les articles homonymes, voir Muller.
 (août 2024).
La mise en forme du texte ne suit pas les recommandations de Wikipédia : il faut le « wikifier ».
Les points d'amélioration suivants sont les cas les plus fréquents :
- Les titres sont pré-formatés par le logiciel. Ils ne sont ni en capitales, ni en gras.
- Le texte ne doit pas être écrit en capitales (les noms de famille non plus), ni en gras, ni en italique, ni en « petit »…
- Le gras n'est utilisé que pour surligner le titre de l'article dans l'introduction, une seule fois.
- L'italique est rarement utilisé : mots en langue étrangère, titres d'œuvres, noms de bateaux, etc.
- Les citations ne sont pas en italique mais en corps de texte normal. Elles sont entourées par des guillemets français : « et ».
- Les listes à puces sont à éviter, des paragraphes rédigés étant largement préférés. Les tableaux sont à réserver à la présentation de données structurées (résultats, etc.).
- Les appels de note de bas de page (petits chiffres en exposant, introduits par l'outil «  Source ») sont à placer entre la fin de phrase et le point final[comme ça].
- Les liens internes (vers d'autres articles de Wikipédia) sont à choisir avec parcimonie. Créez des liens vers des articles approfondissant le sujet. Les termes génériques sans rapport avec le sujet sont à éviter, ainsi que les répétitions de liens vers un même terme.
- Les liens externes sont à placer uniquement dans une section « Liens externes », à la fin de l'article. Ces liens sont à choisir avec parcimonie suivant les règles définies. Si un lien sert de source à l'article, son insertion dans le texte est à faire par les notes de bas de page.
- La présentation des références doit suivre les conventions bibliographiques. Il est recommandé d'utiliser les modèles {{Ouvrage}}, {{Chapitre}}, {{Article}}, {{Lien web}} et/ou {{Bibliographie}}. Le mode d'édition visuel peut mettre en forme automatiquement les références.
- Insérer une infobox (cadre d'informations à droite) n'est pas obligatoire pour parachever la mise en page.

Pour une aide détaillée, merci de consulter Aide:Wikification.
Si vous pensez que ces points ont été résolus, vous pouvez retirer ce bandeau et améliorer la mise en forme d'un autre article.
Emma Müller est une poétesse, dramaturge et militante alsacienne de la fin du XIXe siècle et du début du XXe siècle. Née Henriette Marguerite Emma Fix le 25 janvier 1870 à Strasbourg, elle décède le 2 août 1956 à Soultz-les-Bains,. Elle est la fille du maître menuisier Daniel Édouard Fix. Emma Müller est auteure de pièces de théâtre et écrit de nombreux textes comme des poèmes en allemand et en alsacien.
Il s’agit d'une des pionnières de l’émancipation des femmes et de la lutte pour leurs droits et également l'une des premières femmes journalistes en Alsace dès 1895.

## Biographie

### Débuts professionnels
Née citoyenne française, Emma Müller devient allemande à la suite du traité de Francfort (1871). Elle prend plus tard le nom de son mari Ludwig Johann Albert Müller, commerçant négociant en huiles alimentaires. Elle écrit ses premiers poèmes lorsqu’elle était encore lycéenne en 1887. Elle devient journaliste en réalisant des écrits pour l'hebdomadaire bilingue Straßburger Wochenblatt-Affiches de Strasbourg.
Elle est amie de l’artiste peintre et dramaturge Gustave Stoskopf et du romancier et poète Friedrich Lienhard. Elle devient collègue de travail de René Schickele, d’Otto Flake et des Stürmer.
Après 1895, Emma collabore durant 14 ans avec Die Straßburger Bürgerzeitung, le grand journal protestant et libéral de Strasbourg. Elle va le quitter pour intégrer le quotidien fondé par Gustave Stoskopf : Die Straßburger Neue Zeitung en 1909.
Son militantisme féministe apparaît notamment dans le texte E Zuekunfts-Bild (Un tableau du futur). Il relate une discussion entre deux futurs mariés, dans laquelle le rôle de la femme et celui de l’homme sont inversés.

### Emma et Dorette
Emma et son mari Albert donnent naissance à une fille le 10 juillet 1894, Dora. Sous le nom de Dorette Muller elle est une artiste peintre et affichiste reconnue.
Les deux artistes travaillent ensemble, comme à l’occasion de la campagne publicitaire pour Darstein ou Emma écrit le texte et sa fille réalise les dessins.
Les deux femmes se soutiennent également dans les épreuves de la vie, notamment à la suite du décès d’Albert en 1927. En 1939, elles sont contraintes de quitter la ville lorsque Strasbourg est évacuée sur ordre des autorités françaises. Même après l'armistice de 1940, puis la capitulation de l'Allemagne en 1945, leur situation reste délicate. Les deux femmes font face à des difficultés financières qui ne leur permettent pas de pouvoir revenir à Strasbourg.
Durant la guerre, Emma et Dora sont engagées et réalisent des actes de résistance artistiques au nazisme. Elles logent à Saint-Médard-d'Excideuil en Dordogne, pour enfin revenir en Alsace en 1953, à Soultz-les-Bains.

### Décès et postérité
Emma décède le 2 août 1956 à 86 ans. Aujourd’hui, elle est peu connue. La francisation d’après-guerre va faire tomber dans l’oubli ses œuvres, essentiellement d’expression allemande et dialectale. C’est seulement au début du XXIe siècle qu’Emma Muller est redécouverte, notamment grâce à l’album Hin un Her, sorti en 2007 par la chanteuse alsacienne Isabelle Grussenmeyer qui interprète une sélection de textes militants, humoristiques et poétiques.
En 2024, les Musées de la Ville de Strasbourg ont donné son nom à l'Espace Emma Muller, situé au 22 quai Saint-Nicolas, et qui accueille des expositions temporaires.

## Œuvres
Les recueils Üs Strossburri, Gedichtle in Strosburjerditsch (De Strasbourg, poèmes en strasbourgeois, 1899) et Mucke un Schnooke, Elsässer Gedichte (Mouches et Moustiques, poèmes alsaciens, 1909), évoquent ces aspects de la vie à Strasbourg. Ses textes, entremêlés de poésie spontanée, de touches d’ironie et de tendresse, sont inspirés de la vie citadine de Strasbourg avec des mises en scène de personnages comme le rentier économe, la couturière rêveuse, l’étudiant fêtard, les amoureux, les vélocipédistes… 
Emma Muller s’est également adonnée à l’écriture de théâtre alsacien avec des pièces comme : Fanny, E Wettung ou encore E gemütliche Luftkür.
Extrait du poème Sunne-Untergang :
„O Mamme! Jetzt isch d’Sunn’ eweck!

Ich will sie widder fange!

Sie isch dort ’nab am Felse-Eck

Wo isch se anne gange?“

Sie schynt jetzt im a and’re Reich,

Min Kind im Welschland drüwwe

E roter Schimmer in de Zweig

Isch einzig noch gebliwwe."
« Ô Maman ! Le soleil est parti !

Je veux le rattraper !

Il est descendu derrière le rocher

Où s’en est-il donc allé ? »

Il brille désormais dans un autre empire,

Mon enfant, de l’autre côté en pays français

Seule une lueur dans les branches

Nous rappelle qu’il était là.